# Хюго Хамилтън
Хюго Хамилтън (на английски: Hugo Hamilton) е ирландски журналист, драматург и писател на произведения в жанра драма, исторически роман, трилър и мемоари.

## Биография и творчество
Хюго Хамилтън е роден на 28 януари 1953 г. в Дъблин, Ирландия. Баща му е ирландски инженер, а майка е германка римокатоличка. Баща му е ирландски националист и забранява на децата си да използват английски език, като настоява да говорят само на немски или ирландски. Това кара Хамилтън да научи езика тайно, и израства с три езика – ирландски, немски и английски.
След дипломирането си работи като журналист на свободна практика в Дъблин. Работил е и в музикалния бизнес и като лектор по ирландска литература и творческо писане. Едновременно започва да пише разкази и романи.
През 1976 г. се жени за журналистката Мери Роуз Дорли. Имат три деца – син Коман, и дъщери Бърч и Сорча.
Проблемите за езика, националната и културна принадлежност и най-вече идентичността на индивида проникват във всичките му разкази и романи. Героите на Хамилтън живеят не само между различни култури и езици, но и между миналото и бъдещето; между невинност и вина; между мъдрост и наивност. През 1992 г. е удостоен с наградата „Руни“ за ирландска литература.
Първият му роман „Surrogate City“ (Сурогатен град) е издаден през 1996 г., след което той се посвещава на писателската си кариера.
В романа си „The Last Shot“ (Последният изстрел) от 1991 г. представя история за последните дни на нацисткия режим през 1945 г. и преплита техния хаос с паралелен разказ за колапса на Берлинската стена през 1989 г. и обещанието за обединение на Германия.
В периода 1994 – 1996 г. работи като преподавател по ирландска литература в Букурещкия университет. През 1998 г. е резидент писател в университета на Йорк, Англия.
През 1996 г. е издаден романа му „Headbanger“ (Главатар), мрачно комичен криминален роман с главен герой детектив Пат Койн, който разследва дребни престъпници в Дъблин, но попада на голяма наркомрежа. Продължението, „Sad Bastard“ (Тъжно копеле) е издаден през 1998 г.
В периода 2001 – 2002 г. получава културна стипендия и пребивава в Берлин. Там завършва първата си мемоарна книга „Белязаните“, която е издадена през 2003 г. Френският превод на книгата е удостоен с френската награда „Femina Etranger“, а италианският с наградата „Джузепе Берто“. Продължението ѝ, книгата „Морякът в гардероба“, е издаден през 2006 г.
През 2008 г. е издаден романа му „Disguise“ (Преобличане), който проследява пътуването, извършено от Хайнрих Бьол в Ирландия, което е в основата на неговия бестселър „Irisches Tagebuch“ (Ирландски дневник).
През 2011 г. е номиниран и за Европейската награда за книга за романа „Ръка в огъня“.
През 2014 г. получава германския Федерален орден за заслуги за приноса си към литературата и разбирателството между Германия и Ирландия. Същата година дебютира като драматург с пиесата си „The Mariner“ (Морякът).
Хюго Хамилтън живее със семейството си в Дъблин.

## Произведения
Самостоятелни романи
- Surrogate City (1990)
- The Last Shot (1991)
- The Love Test (1995)
- Yeats is Dead! (2001) – Антъни Кронин, Роди Дойл, Мариан Кийс, Франк Маккорт, Полин Маклин, Конър Макферсън и Джоузеф О'Конър и др. (общо 15 ирландски автора)
- Sucking Diesel (2002)
- Disguise (2008)
- Hand in the Fire (2010)
Ръка в огъня, изд.: ИК „ЕРА“, София (2016), прев. Юлия Чернева
- Every Single Minute (2014)
- Dublin Palms (2019)
- The Pages (2021)

### Серия „Детектив Пат Койн“ (Detective Pat Coyne)
1. Headbanger (1997)
2. Sad Bastard (1998)

### Участие в общи серии с други писатели

#### Серия „Хотелът на Финбар“ (Finbar's Hotel)
- Finbar's Hotel (1997) – с Дърмот Болджър, Роди Дойл, Ан Енрайт, Дженифър Джонстън, Джоузеф О'Конър и Колм Тоибин

### Сборници
- Dublin Where the Palm Trees Grow (1996)

### Пиеси
- The Mariner (2014)

### Документалистика
- The Speckled People (2003) – мемоари, награда „Фемина“
Белязаните, изд. „Арка“ (2008), прев. Правда Митева
- The Sailor in the Wardrobe (2006) – мемоари
Морякът в гардероба, изд. „Арка“ (2010), прев. Правда Митева

### Екранизации
- 2007 Blind Eye